# The Day You Went Away: The Best of M2M
The Day You Went Away: The Best of M2M là album cuối cùng và là album tuyển tập duy nhất của nhóm nhạc teen-pop người Na Uy M2M. Sau khi nhóm tan rã vào năm 2002 và cả hai nữ ca sĩ đều đã ra album hát đơn của riêng mình, hãng thu âm Atlantic Records đã phát hành tuyển tập này vào năm 2003.

## Thông tin về album
Album có tất cả những đĩa đơn từ hai album phòng thu trước đó của họ là Shades of Purple và The Big Room, cũng như phiên bản acoustic của một số bài hát khác. Album cũng có phiên bản tiếng Quan thoại của hit "Pretty Boy" và phiên bản tiếng tiếng Tây Ban Nha của "Everything You Do". Có 3 bài hát mới là "Not to Me", "Is You", và "Wait For Me".
Đã có một cuốn sổ ghi lời các bài hát, đi kèm với album. Tuy nhiên, đã có một lỗi trong lời bài hát "Don't Say You Love Me". Thay vì "we're sitting there you start kissing me..." thì trong cuốn sổ lại được viết là "we're sitting there you said you love me...". Lời ca trong cuốn sổ là từ phiên bản trong album nhạc phim Pokémon: The First Movie, nơi lời ca đã được thay đổi thành "you said you love me" để tránh nhắc tới hôn nhau trong một bộ phim hoạt hình trẻ em. Phiên bản của ca khúc trong Shades of Purple là phiên bản có trong tuyển tập này.

## Danh sách bài hát
1. "The Day You Went Away" – 3:43
2. "Mirror Mirror" – 3:21
3. "Pretty Boy" – 4:40
4. "Don't Say You Love Me" – 3:46
5. "Everything" – 3:07
6. "Everything You Do" [phiên bản thu âm lại] – 4:05
7. "Girl in Your Dreams" – 3:40
8. "What You Do About Me" – 3:21
9. "Don't" [Phiên bản acoustic] – 3:30
10. "Wanna Be Where You Are – 3:26
11. "Not to Me" – 3:09
12. "Is You" – 4:01
13. "Wait For Me" – 3:06
14. "Jennifer" [Phiên bản acoustic] – 2:53
15. "Love Left For Me" [Phiên bản acoustic] – 4:14
16. "Pretty Boy" [Phiên bản tiếng Quan thoại] – 4:39
17. "Everything" [Phiên bản acoustic] – 3:41
18. "Don't Say You Love Me" [Tin Tin Out Remix] – 3:33
19. "Todo Lo Que Haces" ["Everything You Do" - phiên bản tiếng Tây Ban Nha] – 4:02
20. "Mirror, Mirror" [Power Dance Remix] – 5:56

## Nhóm thực hiện
- Marit Larsen - hát, ghi-ta
- Marion Raven - hát, piano, gõ trống
- Matt Rowe - sản xuất, biên soạn
- Dane DeViller - sản xuất, biên soạn
- Sean Hosein - sản xuất, biên soạn
- Per Magnusson - sản xuất, biên soạn
- David Kreuger - sản xuất, biên soạn
- Jimmy Bralower - sản xuất, biên soạn
- Peter Zizzo - sản xuất, biên soạn
- Kenneth M. Lewis - sản xuất, biên soạn
- Craig Kallman - sản xuất, biên soạn
- T-Bone Wolk - sản xuất, biên soạn, ghi-ta thường, ghi-ta bass, mandolin, organ, wurlitzer organ
- Dean Sharp - trống, gõ trống
- Tron Syversion - thu âm
- John Holbrook - thu âm, phối khí
- Damien Shannon - trợ lý thu âm
- Jimi K. Bones - Ghi-ta Slide
- Jose Ramon Florez - người phiên dịch sang tiếng Tây Ban Nha ("Todo Lo Que Haces")
- Neil Perry - thu âm